# (10340) Jostjahn
(10340) Jostjahn ist ein Asteroid des Hauptgürtels, der am 10. September 1991 von dem Astronomen Freimut Börngen an der Thüringer Landessternwarte in Tautenburg (IAU-Code 033) entdeckt wurde.
(10340) Jostjahn wurde am 20. März 2000 nach dem Zahnarzt Jost Jahn benannt. In der Widmung wurde hervorgehoben, dass er Herausgeber des Astro-Fax-Zirkular sowie im Vorstand der Vereinigung der Sternfreunde und von 1995 bis 1997 Vorsitzender der Abteilung Kleinplaneten dieser Vereinigung war. Er ist auch Entdecker des Kometen 458P/Jahn.